# Final Fantasy Tactics Advance
Final Fantasy Tactics Advance (フ ァ イ ナ ル フ ァ ン タ ジ ー タ ク テ ィ ク ス ア ド バ ン ス) és un videojoc desenvolupat per Square Enix en 2003 per a la consola Game Boy Advance. Aquest joc és un spin-off de la popular sèrie Final Fantasy i, igual que el videojoc de 1997  Final Fantasy Tactics, canvia l'estil original de la sèrie per a embarcar-se a un gènere més tàctic. El jugador dirigeix a un clan amb diferents membres i controla les seves accions en uns escenaris distribuïts per caselles. Els personatges poden variar de classe lliurement una vegada que compleixen certs requisits, el que modifica la seva aparença, habilitats i estadístiques.
La història del joc se centra en quatre nens; Marche, Mewt, Ritz i Doned, que viuen en una petita ciutat anomenada St. Ivalice. Els nens són transportats a una versió de fantasia de la seva pròpia ciutat, "Ivalice", després del descobriment d'un llibre màgic. Des d'aquest moment ens vam embarcar en l'aventura de Marche mentre intenta tornar al món real, enfrontant-se a tots els que l'hi volen impedir.
El joc va aconseguir unes crítiques positives el que va portar a l'aparició d'una seqüela:  Final Fantasy Tactics A2: Grimoire of the Rift  per Nintendo DS.

## Sistema de joc
Final Fantasy Tactics Advance és un joc d'estratègia per torns. El teu objectiu serà anar completant unes missions que sempre es desenvolupen en el mateix tipus de combats per torns. Abans d'entrar a la missions hauràs comprar-les i també anar visitant botigues a on vas aconseguint noves armes i equip que et proporcionen més poder. També a equipar-te tindràs l'oportunitat d'aconseguir habilitats especials que et permetran afrontar missions més complicades. Segons vagis avançant en elles aconseguiràs nous personatges que s'uneixen al teu clan i nous llocs que podràs col·locar al mapa general per visitar-los posteriorment.
Per poder començar les batalles hauràs comprar en una taverna les missions. Pots necessitar tenir en el teu poder algun artefacte aconseguit en missions anteriors per poder comprar alguna. Després dirigeix-te al lloc del mapa general on es desenvolupa aquesta missió i podràs entrar-hi. Pots prémer el botó R al mapa general per veure informació de casa zona.
Les missions estan dividides en diverses categories:
Unes d'elles consisteix a vèncer a un Clan rival que apareix aleatòriament pel mapa general, les altres pots comprar-les en les tavernes. Les missions principals són les que tenen una icona d'una espasa, on hauràs de derrotar a algun enemic, després hi ha les de la icona de la bandereta que consisteix a alliberar una zona de l'enemic i també hi ha les de la icona amb un pergamí. En aquestes últimes has de triar a un personatge del teu clan perquè vagi a complir-la, pot tornar havent-ho fet bé o no depenent de les seves característiques. També apareixen altres missions amb un petit escut que són missions contra clans rivals. Finalment hi ha una missions especials per aconseguir membres en el teu clan que només apareixen si tens pocs membres en el teu clan.
En acabar una batalla rebràs monedes (Guiles) per poder comprar armes i equip nou i també rebràs punts d'habilitat (PH) que serviran per anar aconseguint noves habilitats amb els teus personatges.
Cada missió té les seves pròpies lleis que hauràs de respectar per no ser penalitzat pel jutge de la batalla (pots veure-les si pressiones el botó select a la batalla). Durant el joc podràs aconseguir cartes especials que et permetran poder saltar-alguna d'aquestes lleis. Si incompleixes les lleis de manera reiterada acabaràs a la presó.
Depenent de l'època de l'any que estiguis (els dies van passant en el joc i cada 20 dies és un mes) pot haver-hi més o menys missions per comprar a la taverna. Els mesos són els següents per aquest ordre: Lluna Real, Lluna Boja, Lluna Sàvia, Lluna de Caça i Lluna Musical.

### Sistema d'oficis
Hi ha un total de 34 "oficis" disponibles a Tactics Advance. Aquests determinen les estadístiques, equipació i habilitats que pot usar cada personatge. La majoria de les equipacions del joc tenen una sèrie d'habilitats assignades a cada ofici, de manera que si una unitat s'equipa l'objecte corresponent podrà usar aquesta habilitat que posseeix l'objecte. Una vegada que s'acaba la batalla, totes les unitats participants rebran Punts d'habilitat (PH) que es distribuiran entre els seus objectes equipats. Una vegada que s'han obtingut els suficients PH d'una habilitat, el personatge l'haurà après de forma permanent de manera que ja no necessitarà mantenir equipat l'objecte en qüestió per usar-la. Aprendre diferents habilitats i en diversos oficis diferents li permetrà al personatge accedir a nous oficis. Per exemple, perquè una unitat humana pugui exercir l'ofici Lluitador, necessitarà aprendre prèviament dues habilitats de l'ofici Soldat.
Les unitats poden tenir un ofici principal, que determinarà el creixement de les seves estadístiques i l'equip que poden usar, i un ofici secundari, que permet usar les habilitats apreses d'un ofici diferent a elecció del jugador.
Tactics Advance inclou també 5 races controlables: Els Humans, els petits moguris, els forts i amb aparença de llangardaixos Bangaa, les humanoides amb orelles de conill Viera i els experts mags Nu Mou. Certs oficis només estaran disponibles per a determinades races. A més, cada raça tindrà també disponible una bèstia guardiana denominada "Totema" que podrà ser invocada al camp de batalla si un membre d'aquesta raça ha recol·lectat 10 Punts Justs (PJ) i, per descomptat, si prèviament el clan ha derrotat aquest Totema en el transcurs de la història.

### Lleis
El sistema de lleis és una part vital de Tactics Advance. Les lleis són designades pel jutge,  àrbitre invencible que estarà present en tots els combats, excepte en algunes zones especials. La llei prohibeix l'ús de certes armes, objectes, màgies, canvis d'estat ... Incomplir una llei suposa rebre una targeta groga o vermella depenent de la gravetat de la falta. Igual que en el futbol, rebre dues targetes grogues equival a rebre una targeta vermella: El personatge és expulsat del combat i haurà de passar un temps a la presó. Tanmateix, hi ha algunes zones especials on no existeixen ni jutges ni lleis, els denominats Jagds. Aquestes zones tenen també una altra particularitat: Les unitats que quedin fora de combat i no siguin reviscudes abans del final de la batalla, moriran permanentment i no podran tornar a ser seleccionables en el teu clan.
Igual que hi ha lleis que prohibeixen coses, els jutges també creen lleis que recomanen l'ús d'altres. Com a premi per seguir aquestes recomanacions, les unitats rebran Punts Justs (PJ) necessaris per realitzar Combos o invocar a un Totema. Aquests JP també es podran obtenir al derrotar un rival el combat. Una vegada que s'avança prou en la història, els jugadors podran usar targetes de lleis, que crearan lleis noves, o anti-lleis, que anul·laran lleis existents.

## Història
Ivalice és un món creat per quatre nois normals: Marche Radiuju, nou estudiant i resident de Sant Ivalice; Mewt Randell, un noi tímid lligat a la memòria de la seva mare; Ritz Malheur, una companya de classe de Marche i Mewt amb un fort temperament; i Doned Radiuju, el germà menor de Marche, incapacitat per una malaltia. Mewt descobreix en una antiga botiga de llibres un vell tom que conté una estranya inscripció. Després llegir-la, Marche es desperta l'endemà en el món màgic d'Ivalice, una encarnació de les memòries del videojoc Final Fantasy que posseïa Mewt.
Marche es troba separat dels seus amics i perdut en un món estrany, però no dubta a emprendre una recerca que els porti a tots de tornada a casa. Els seus altres amics i el pare de Mewt, Cid, descobreixen a poc a poc, després dels esforços de Marche, que aquest món idíl·lic no és més que una fantasia creada per complir els seus desitjos: Mewt ja no és humiliat, s'ha reunit de nou amb la seva mare i és el príncep d'Ivalice; Ritz ha perdut el color albí del seu pèl; Doned pot caminar i ja no està malalt; Marche és fort i atlètic; Cid és l'oficial de més rang de la nació i tots viuen en el món del videojoc al qual adoren.
Al final, Marche aconsegueix tornar a Ivalice a la seva forma original. Gràcies a la destrucció dels vidres i la derrota de Li-Grim, li ensenya a la resta de nens que no poden viure per sempre en una fantasia, sinó superar els seus problemes en el món real. Gràcies a l'experiència, el grup es fa més fort i aprenen a viure feliços amb la seva pròpia situació real.
A més de la història principal, hi ha la història paral·lela dels jutges. Aquest afegit a la història, al qual només es pot accedir després de completar les 300 missions principals del joc, mostra la corrupció d'un grup de jutges que posa en perill la integritat de tot el sistema d'Ivalice. Després de completar aquesta cadena de missions, podem observar un final alternatiu en el qual Marche es queda en Ivalice i es converteix en el pròxim hereu de l'espasa de Gran Jutge de Cid.

### Personatges
- Marche Radiuju: L'heroi de la nostra història. El joc comença poc després que Marche es mudi a Sant Ivalice, el poble on va néixer la seva mare. Les dues raons d'aquesta mudança són el divorci dels seus pares i la malaltia del seu germà Doned, que podria millorar en aquest nou ambient. La seva aventura comença quan tot Ivalice es transforma i passa de ser un tranquil poble normal en un món màgic. Marche serà el principal encarregat de recuperar la normalitat del món.

- Mewt Randell: És un company de classe de Marche. És un estrany noi que mai se separa del seu osset de peluix. Des que la seva mare va morir després d'una llarga malaltia, el seu pare ha tingut problemes a la feina i la timidesa de Mewt s'ha tornat malaltissa. Després que trobi un misteriós llibre en una botiga de llibres usats, tot el seu món canviarà.

- Ritz Malheur: És la companya de classe de Marche i Mewt. Al contrari que els seus tranquils amics, Ritz parla sense embuts i té un caràcter decidit. Ella és la líder del seu clan, on totes les membres són de la raça Viera, i la seva amiga durant el joc és Shara, una d'elles. Posseeix un secret referent al seu aspecte i aquesta perdudament enamorada de Marche.

- Montblanc: Un moguri que coneix a Marche mentre aquest vaga confús pels carrers d'Ivalice, i ho salva d'un conflicte amb un Bangaa. Encara que és petit, Montblanc és algú en qui es pot confiar i, de fet, es convertirà en un lleial company de Marche. Montblanc és inicialment un mag negre. Aquest personatge té altres aparicions en diversos jocs de la saga  Final Fantasy  ambientats a Ivalice, com en Final Fantasy XII i Final Fantasy Tactics A2: Grimoire of the Rift .

- Nono: És un moguri qui es coneix simplement com el germà menor de Montblanc, encara que serveix d'ajuda, ja que és un mercader amb un famós globus zepelí. Montblanc es refereix a ell com un "Peus", una classe de treball dels moguris en el joc.

- Doned Radiuju: És el germà menor de Marche. Al principi sembla no agradar-li el món "real", ja que és malaltís de naturalesa i ha d'anar en una cadira de rodes (és perquè és invàlid de naixement). Durant el món d'Ivalice rep el sobrenom de "Orelles", ja que es dedica a repartir informació sobre els clans; es podria dir que és un delator. No lluita en cap clan però no obstant això hi ha un clan anomenat Facció Doned.

- Cid Randell: És el pare de Mewt. En el món real té problemes de treball i beguda, mentre que a Ivalice juga com "Don Cid", el líder dels "jutges", en ser el somni de Mewt que el seu pare triomfi. Quan s'adona que Marche té raó sobre el "altre món" separa els jutges del palau i acaba ajudant a Marche, fins i tot usant ell una anti-llei.

- Shara: Una veiés que acompanya Ritz en el seu clan. El seu treball inicial és el de franctiradora.

- Ezel Berbier: Fins que Marche no decideix destruir els vidres, aquest Nu Mou és el més buscat pel palau, per ser el creador de les pròximament famoses i il·legals anti-lleis, capaços d'anul·lar les lleis dels combats. Ezel és l'encarregat de la seva pròpia botiga d'anti-lleis, i després es torna el mediador de la discussió entre el palau i la resistència. L'ofici inicial d'Ezel és un Hermètic.

- Babus Swain: El protector de Mewt en Ivalice. Aquest Nu Mou estima a la seva reina i a Mewt per sobre de totes les coses, el que el va portar a enfrontar-se a Marche quan aquest volia destruir els cristalls. En no complir el seu deure la reina retira a Babus de l'encàrrec de protegir Mewt i el substitueix per Llednar. L'ofici inicial de Babus és "Cazarunas".

- Llednar Twem: Es converteix en el protector de Mewt en substitució de Babus. Al principi és invencible, revelant-se després que això és resultat d'una combinació de tot el negatiu que hi ha a Mewt i d'un segell usat per la reina, anul·lat per l'anti-llei especial creada per Ezel i usada per Cid per anul·lar la llei " fortuna ". El seu ofici és un Bismatar. Una curiositat sobre Llednar és que el seu nom complet és Llednar Twem, que en realitat és Mewt Randell escrit a l'inrevés (ja que Llednar és la unió de tot el negatiu de Mewt).

- Reina Remedí: És la mare de Mewt i reina del món màgic d'Ivalice. La seva mera existència es pot considerar com una de les bases del món màgic d'Ivalice.

### Bar Número 1
El client pertany a un clan que comença amb 6 membres i que a mesura que el clan completa missions va augmentant de membres fins a tenir un total de 24. El jugador pot escollir que treball exerceix cada un dels membres depenent de la raça a la qual pertanyi i les habilitats d'elles que conegui.
Cada membre pot augmentar els oficis que pot exercir, però per accedir-hi es necessita ser un mestre en certes habilitats d'altres treballs. A continuació una llista de les habilitats requerides:

#### Humans
- Soldat (SLD): No requereix habilitats.
- Paladí (PAL): Requereix 2 Habilitats de Soldado.
- Lluitador (LCH): Requereix 2 Habilitats de Soldado.
- Lladre (LAD): No requereix habilitats.
- Ninja (NIN): Requereix 2 Habilitats de Lladre.
- Mag Blanc (BLA): No requereix habilitats.
- Mag Negre (NEG): No requereix habilitats.
- Il·lusionista (ILU): Requereix 3 Habilitats de Mag Blanc i 5 de Mag Negre.
- Mag Blau (Azl): Requereix 1 Habilitat de Mag Blanc i 1 de Mag Negre.
- Arquer (ARQ): No requereix habilitats.
- Caçador (CAZ): Requereix 2 habilitats de Arquer

#### Moogle / Moguri
- Mag Negre (NEG): No requereix habilitats.
- Lladre (LAD): No requereix habilitats.
- Animista (ANI): No requereix habilitats.
- Malabarista (MLB): Requereix 2 habilitats de Lladre.
- Cavaller Moguri (MOG): Requereix 1 habilitat de Animista.
- Artiller (ART): Requereix 1 habilitat de Animista.
- Mag temporal (TMP): Requereix 5 habilitats de Mag Negre.
- Peus (MNT): Requereix 2 habilitats de Lladre.

#### Nu-Mou
- Mag Blanc (BLA): No requereix habilitats.
- Mag Negre (NEG): No requereix habilitats.
- Ensinistrador (ADT): No requereix habilitats.
- Il·lusionista (ILU): Requereix 3 habilitats Mag blanc i 5 de Mag Negre.
- Alquimista (ALQ): Requereix 3 habilitats de Mag Blanc i 5 de Mag Negre.
- Morfo (MOR): Requereix 5 habilitats de Ensinistrador.
- Mag temporal (TMP): Requereix 5 habilitats de Mag Negre.
- Savi (SAB): Requereix 3 habilitats de Mag Blanc i 2 d'ensinistrat
- Hermètic (HRM): Ofici especial. Només ho té Ezel.
- Cazarunas (CZR): Ofici especial. Només ho té Babus.
- Erudit (ERD): Requereix 1 habilitat de Mag Temporal i una altra de Savi.

-

#### Bangaa
- Guerrero (GUR): No requereix habilitats
- Monjo Blanco (MJB): No requereix habilitats
- Templer (TPL): Requereix 2 habilitats de Monjo Blanco
- Gladiador (GLD): Requereix 2 habilitats de Guerrero
- Cavaller drac (CDR): Requereix 2 habilitats de Guerrero
- Defensor (DEF): Requereix 2 habilitats de Guerrero
- Bisbe (OBI): Requereix 2 habilitats de Monjo Blanco

#### Viera
- Arquer (ARQ): No requereix habilitats.
- Esgrimidor (ESG): No requereix habilitats.
- Mag Blanc (BLA): No requereix habilitats.
- Franctirador (FRA): Requereix 2 habilitats de Arquer.
- Mag Vermell (ROJ): Requereix 1 habilitat de Esgrimidor.
- Xaman (CHA): Requereix 1 habilitat de Esgrimidor i 1 de Mag Blanc.
- Assassí (ASN): Requereix 1 habilitat de Franctirador i 2 de Xaman.
- Invocador (INV): Requereix 2 habilitats de Mag Blanc i 2 de Xaman.

### Personatges especials per al clan
- Ritz (Humà): A la missió de la neu mortal després passar-te el joc. (Esgrimidor)
- Shara (Veiés): En una missió després de passar-te el joc. (Franctirador)
- Babus (Nu mou): En la missió "Amb Babus" de l'os de Mewt després passar-te el joc. (Cazarunas *)
- Ezel (Nu mou): S'afegeix al grup després de la missió en què ets mediador missió de reconcilacion. (Hermètic *)
- Cid: S'aconsegueix després passar-te el joc, complir les 300 missions i realitzar les missions extres dels jutges corruptes. (Gran Jutge *)
- Lini (Moguri): Posa com a artefacte en una missió la Rondalla de Gaol. (Caballero Mogu)
- Pallanza (Bangaa): Posa com a artefacte en una missió l'Ull de wyrm. (Gladiador)
- Cheney (Humà): Posa com a artefacte en una missió l'Ull de serp. (Caçador)
- Eldena: Posa com a artefacte en una missió la Copa d'Elda. (Maga vermella)
- Quin (Nu mou): S'aconsegueix en la missió 63, "Prof. Perdut". (Savi)
- Vilivili (Viera): S'aconsegueix en la missió 43, "Lliga de Clans". (Franctirador)

Si expulses del clan a algun personatge com Ritz, Shara, Cid, Babus o Ezel, els pots aconseguir amb missions especials d'enviar un membre.
- Expert * vol dir que té un ofici propi i únic, en el qual no pot aprendre més tècniques ni ser canviat per un altre. Ex: Ezel que és hermètic.

Lini, Pallanza, Cheney, Eldena, Quin i Vilivili venen amb una tècnica pròpia del seu ofici i amb una tècnica "Artema". A més, tot i complir els requisits descrits, és possible que no s'uneixin al teu clan. Tots tenen un 30% de possibilitats d'entrar en el teu clan i, per tant, un 70% de possibilitats que no ho facin.
És recomanable usar aquests personatges de principals per a batalles, ja que les armes que tenen aquestes habilitats (Artema), són difícils de trobar.

## Totemas
Són criatures que protegeixen els vidres creats pel palau i formen un potent atac cap als oponents, ja sigui a la seva energia o als seus punts de màgia.
FÁMFRIT (FAMFRIT): És el primer Totema, només el poden utilitzar els personatges de la raça Moguri i crea un atac devastador cap a l'energia dels oponents. Té l'aparença d'un ésser humanoide amb bazuca celestial.
ARTEMA (ULTIMA): És el segon Totema, només el pot utilitzar els personatges de raça Nu Mou i crea un atac devastador cap als punts de màgia dels oponents. Té l'aparença d'un satèl·lit artificial.
ADRAMMELECH: És el tercer Totema, només el pot utilitzar els personatges de la raça Bangaa i crea un atac devastador cap a l'energia dels oponents. Té l'aparença d'un drac.
ÈXODE (EXODUS): És el quart Totema, només el pot utilitzar els personatges de raça Veiés i crea un atac devastador cap als punts de màgia dels oponents. Té l'aparença d'un arbre amb trets humanoides.
MATEUS: És el cinquè i últim Totema del joc, només el pot utilitzar els personatges de raça Humà i crea un atac devastador cap a l'energia dels oponents. Té l'aparença d'un ésser humanoide amb ales.

## Desenvolupament
Els rumors del desenvolupament del joc van començar des que Square va anunciar el seu acord amb Nintendo pel qual tornarien a aparèixer jocs de la saga Final Fantasy en les consoles d'aquesta companyia. L'equip de desenvolupament de Tactics Advance, Product Development Division-4, va ser construït amb els treballadors de Quest Corporation i van començar a treballar en el joc en febrer de 2002. Encara que al principi es va pensar realitzar una nova versió del Final Fantasy Tactics de PlayStation, finalment es va decidir crear una nova història i afegir diversos canvis significatius en el plantejament general del joc per fer-lo més concorde als usuaris de la consola portàtil Game Boy Advance.
Final Fantasy Tactics Advance fa servir el sistema de joc de Final Fantasy Tactics, però introduït diversos canvis importants, com el mapa d'Ivalice completament editable. Els gràfics del joc són molt colorits i detallats tot i que tant els escenaris com els personatges estan realitzats completament per sprites.
Al Japó, la història de Final Fantasy Tactics Advance va donar el salt a la ràdio a través d'una radionovel·la. "Final Fantasy Tactics Advance Ràdio Edition" va ser emès en quatre estacions de ràdio japoneses des de gener fins al març del 2003 i va ser comercialitzada posteriorment en quatre CD.

## Música
La música de Final Fantasy Tactics Advance va ser composta gairebé íntegrament per Hitoshi Sakimoto, amb l'ajuda de Kaori Ohkoshi i Ayako Saso; Nobuo Uematsu es va encarregar de realitzar el tema principal. La Banda Sonora Original de Final Fantasy Tactics Advance va ser publicada per DigiCube el 19 de febrer de 2003. Conté dos discos i 74 temes. El primer disc ofereix la banda sonora completa tal com s'escolta en el joc, mentre que el segon ofereix 32 versions dels temes més importants però interpretats per una orquestra. Una versió  new age de la banda sonora, realitzada per Jo Yamazaki, Akira Sasaki i Satoshi Henmi anomenada "White: Melodies of Final Fantasy Tactics Advance "va ser editada per SME Visual Works al febrer del 2003. en el joc en si, tota la banda sonora està comprimida en format MIDI.
Quant als efectes sonors, tots són simples i similars a jocs posteriors de la saga per Game Boy Advance. No hi ha veus en el joc.

## Recepció
Final Fantasy Tactics Advance  va aconseguir vendre més de 450 000 còpies en l'any 2003 només al Japó, 250 000 d'elles es van aconseguir en la primera setmana. En l'informe de gestió de Square Enix publicat l'agost del 2004, la companyia va anunciar que el joc havia superat el milió d'unitats entre Europa i els Estats Units.
El joc va ser ben rebut en el mercat. La combinació de gràfics colorits, música i sistema de joc no molt comú en occident va repercutir en l'impacte del títol, aconseguint alçar-se amb el premi al millor joc per a consola portàtil (Al palmell Game of the Year) en els "7th Annual Interactive Achievement Awards", concedits per l'Acadèmia de les Ciències i Arts Interactives. Les principals crítiques al joc es van centrar en la pèrdua de dramatisme a la història pel que fa al títol de PlayStation i la simplificació de molts elements estratègics per fer el joc més d'acord amb el públic de la portàtil de Nintendo.
El 2007, Final Fantasy Tactics Advance apareix en el lloc 14 dels millors títols per Game Boy Advance de tots els temps segons IGN. I per a Nintendo Power, apareix en el lloc 67 en la llista de millors jocs de tota la història de Nintendo.